# Xingshan (Yichang)

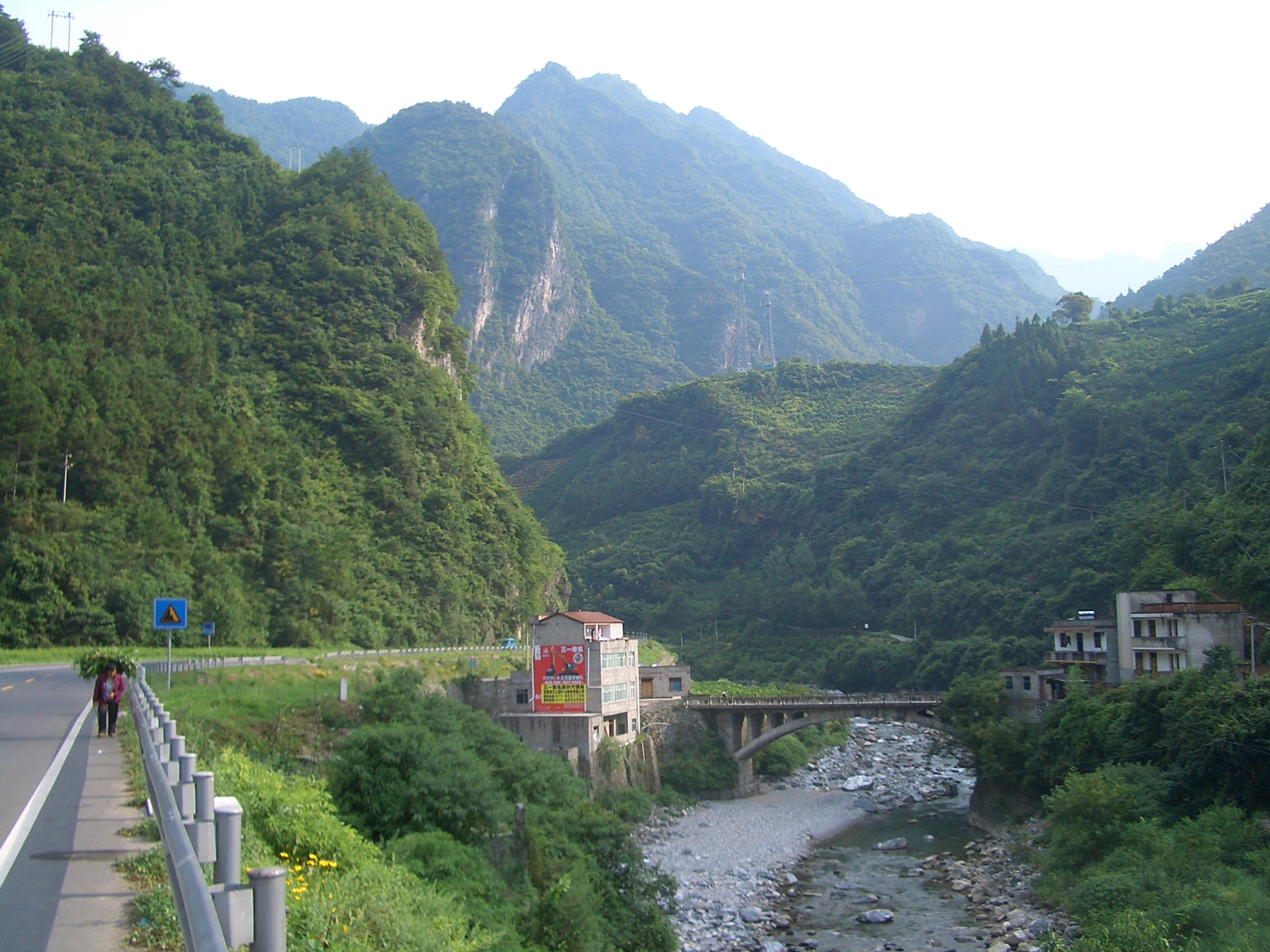
Tal des Flusses Xiangping, Großgemeinde Nanyang

Der Kreis Xingshan (chinesisch 兴山县, Pinyin Xīngshān Xiàn) ist ein Kreis der bezirksfreien chinesischen Stadt Yichang in der Provinz Hubei. Er hat eine Fläche von 2.315 km² und 166.000 Einwohner (Stand: Ende 2019). Sein Hauptort ist die Großgemeinde Gufu (古夫镇).

## Administrative Gliederung
Der Kreis setzt sich aus den folgenden sechs Großgemeinden und zwei Gemeinden zusammen:
- Großgemeinde Gufu 古夫镇 (Hauptstadt Xingshans)
- Großgemeinde Gaoyang 高阳镇
- Großgemeinde Xiakou 峡口镇
- Großgemeinde Nanyang 南阳镇
- Großgemeinde Huangliang 黄粮镇
- Großgemeinde Shuiyuesi 水月寺镇

- Gemeinde Gaoqiao 高桥乡
- Gemeinde Zhenzi 榛子乡